# Olinto Silva
Olinto Rafael Silva Freitez (* 3. August 1960) ist ein ehemaliger venezolanischer Radrennfahrer.

## Sportliche Laufbahn
Silva war im Straßenradsport aktiv. Er war Teilnehmer der Olympischen Sommerspiele 1980 in Moskau. Das olympische Straßenrennen beendete er nicht. Im Mannschaftszeitfahren kam Venezuela mit Claudio Pérez, Olinto Silva, Juan Arroyo und Mario Medina auf den 18. Platz.
1980, 1981 und 1983 wurde er Gesamtsieger der Vuelta Ciclista a Venezuela. 1983 gewann er das Etappenrennen Vuelta Internacional al Estado Trujillo. Etappensiege holte er in der Vuelta al Táchira 1978 und in der Vuelta Ciclista a Venezuela 1983. 1981 wurde er Zweiter der Panamerikanischen Meisterschaft im Straßenrennen hinter Manuel Aravena. 1981 bestritt er die Tour de l’Avenir.